# Chusaris roseolactea
Chusaris roseolactea är en fjärilsart som beskrevs av Rothschild 1916. Chusaris roseolactea ingår i släktet Chusaris och familjen nattflyn. Inga underarter finns listade i Catalogue of Life.